# Янал, Эрсун
Казым Эрсун Янал (тур. Kazım Ersun Yanal; род. 17 декабря 1961, Измир) — турецкий футбольный тренер.

## Тренерская карьера
Свою тренерскую карьеру Эрсун Янал начинал в клубе турецкой Первой лиги «Денизлиспор». 14 апреля 1996 года команда провела первый матч под его руководством, проиграв с минимальным счётом домашний матч «Газиантепспору».
В 2000 году Эрсун Янал возглавил столичный «Анкарагюджю», который под его руководством провёл два успешных сезона, заняв шестое место в Первой лиге 2000/01 и четвёртое в Суперлиге 2001/02.
«Генчлербирлиги» под началом Эрсуна Янала достиг четвёртого раунда Кубка УЕФА 2003/04, где уступил будущему победителю турнира испанской «Валенсии» с общим счётом 1:2, пропустив решающий мяч в дополнительное время. Он также дважды выводил «Генчлербирлиги» в финал Кубка Турции (в 2003 и 2004 годах), и в обоих случаях его команда проигрывала «Трабзонспору».
В апреле 2004 года Эрсун Янал был назначен главным тренером сборной Турции. Его задача состояла в том, чтобы вывести национальную команду на чемпионат мира 2006 в Германии. Несмотря на то, что турки по ходу отборочного турнира занимали второе место, гарантировавшее участие в плей-офф, Янала на посту сменил Фатих Терим. Турция в итоге не попала в финальную стадию чемпионата мира, проиграв в стыковых матчах швейцарцам.
В сезоне 2005/06 Янал возглавил клуб турецкой Суперлиги «Манисаспор». К концу зимнего перерыва в Суперлиге 2006/07 команда занимала четвёртую позицию в турнирной таблице. Но «Манисаспор» не сумел удержаться на столь высоком для себя месте и финишировал на 12-й строчке, в трёх очках от зоны вылета.
В октябре 2007 года Эрсун Янал сменил Зию Догана на посту главного тренера «Трабзонспора», подписав с клубом трёхлетнее соглашение. В апреле 2009 года он ушёл с этой должности С марта 2010 по 4 октября 2011 года Янал работал генеральным директором Турецкой футбольной федерации.
28 июня 2013 года Эрсун Янал возглавил «Фенербахче», сменив Айкута Коджамана, ушедшего в мае. Его приход совпал с трудными временами в истории клуба, когда «Фенербахче» был отстранён на два года от участия в соревнованиях под эгидой УЕФА из-за скандала с договорными матчами. Но решение Спортивного арбитражного суда всё же позволило «Фенербахче» принять участие в квалификации Лиги чемпионов УЕФА. «Фенербахче» под началом Янала выиграл чемпионат Турции в 2014 году. Но 9 августа того же года Янал ушёл из клуба из-за разногласий с его руководством.
14 декабря 2018 года тренер во 2-й раз в своей карьере возглавил «Фенербахче». Контракт подписан на полтора года.